# George Cœdès

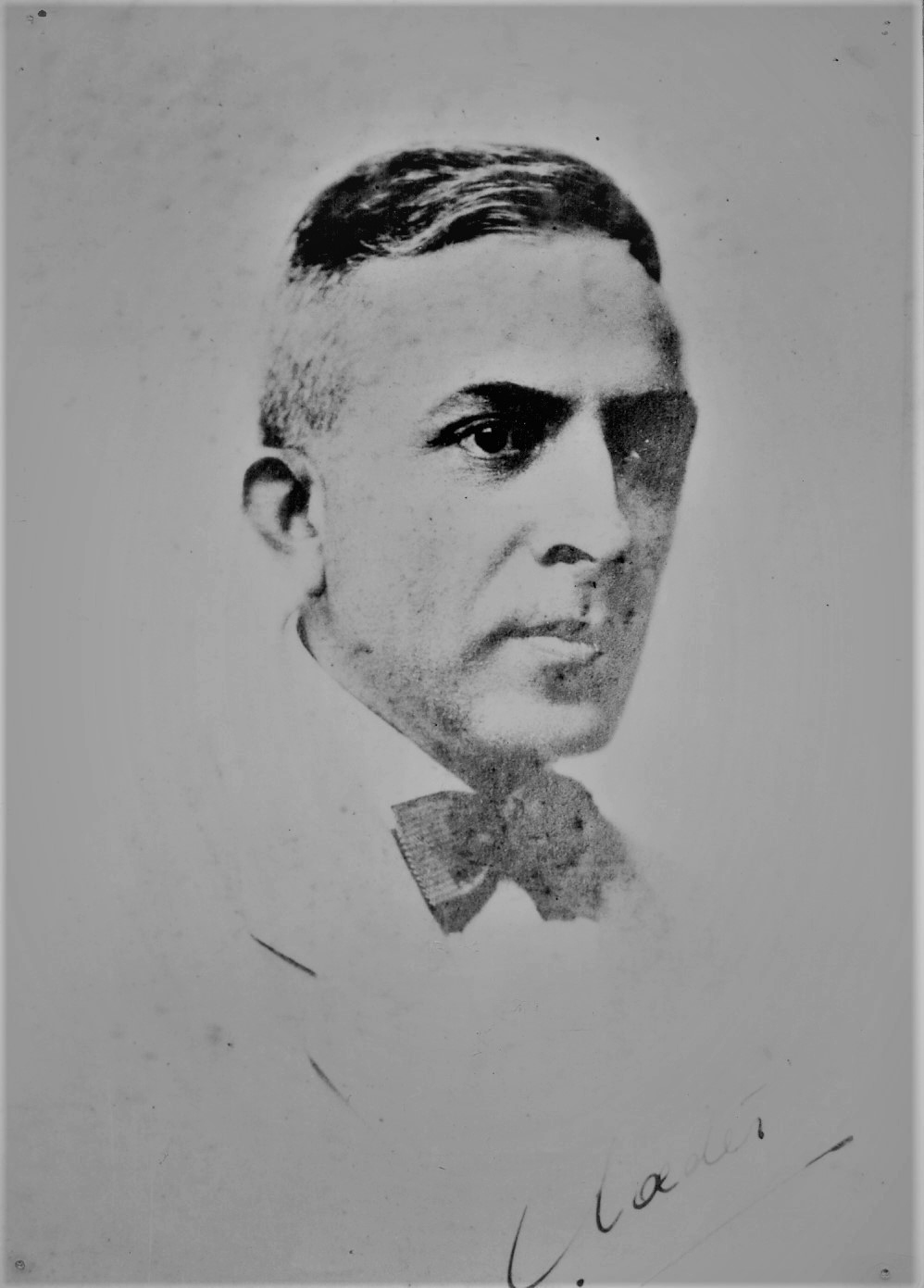
George Cœdès (Datum unbekannt)

George Cœdès (auch Coedès geschrieben, gesprochen [sedɛs]; * 10. August 1886 in Paris als Georges Cœdès; † 2. Oktober 1969 ebenda) war ein französischer Historiker, Archäologe und Epigraphiker, der die antiken Zivilisationen Südostasiens erforschte. Von 1918 bis 1929 war er Leiter der siamesischen Nationalbibliothek, anschließend bis 1947 Direktor der École française d’Extrême-Orient in Hanoi.

## Leben
Nach dem Baccalauréat, das er 1903 am Pariser Lycée Carnot ablegte, strebte Cœdès zunächst den Beruf des Deutschlehrers an. Er erhielt, nach einem Aufenthalt in Heidelberg, 1905 die Licence, ein Jahr später ein Diplôme d’études supérieures (DES), setzte sein Studium anschließend in Berlin fort und unterrichtete von 1908 bis 1909 Deutsch am Lycée Condorcet in Paris. Seinen zweijährigen Militärdienst leistete er beim 3. Genieregiment in Arras, wo er als Bibliothekar der Pionierschule (École du Génie) eingesetzt wurde.
Bereits als Schüler war er aber von den Inschriften der Stelen aus dem Khmer-Reich im Musée Guimet fasziniert und hatte daher begonnen, an der École pratique des hautes études (EPHE) Sanskrit und Khmer zu lernen. Mit 18 veröffentlichte er seinen ersten Artikel im Bulletin de l'École française d'Extrême-Orient über eine Inschrift aus Kambodscha. Bereits damals nahm er die englische Form seines Vornamens an: aus Georges wurde George. An den Sektionen für Geschichte, Philologie und Religionswissenschaften der EPHE studierte er bei dem Archäologen Louis Finot sowie den Indologen Sylvain Lévi und Alfred Foucher. Während seines Berlin-Aufenthalts 1906/07 setzte er das Sanskrit-Studium bei Richard Pischel fort.

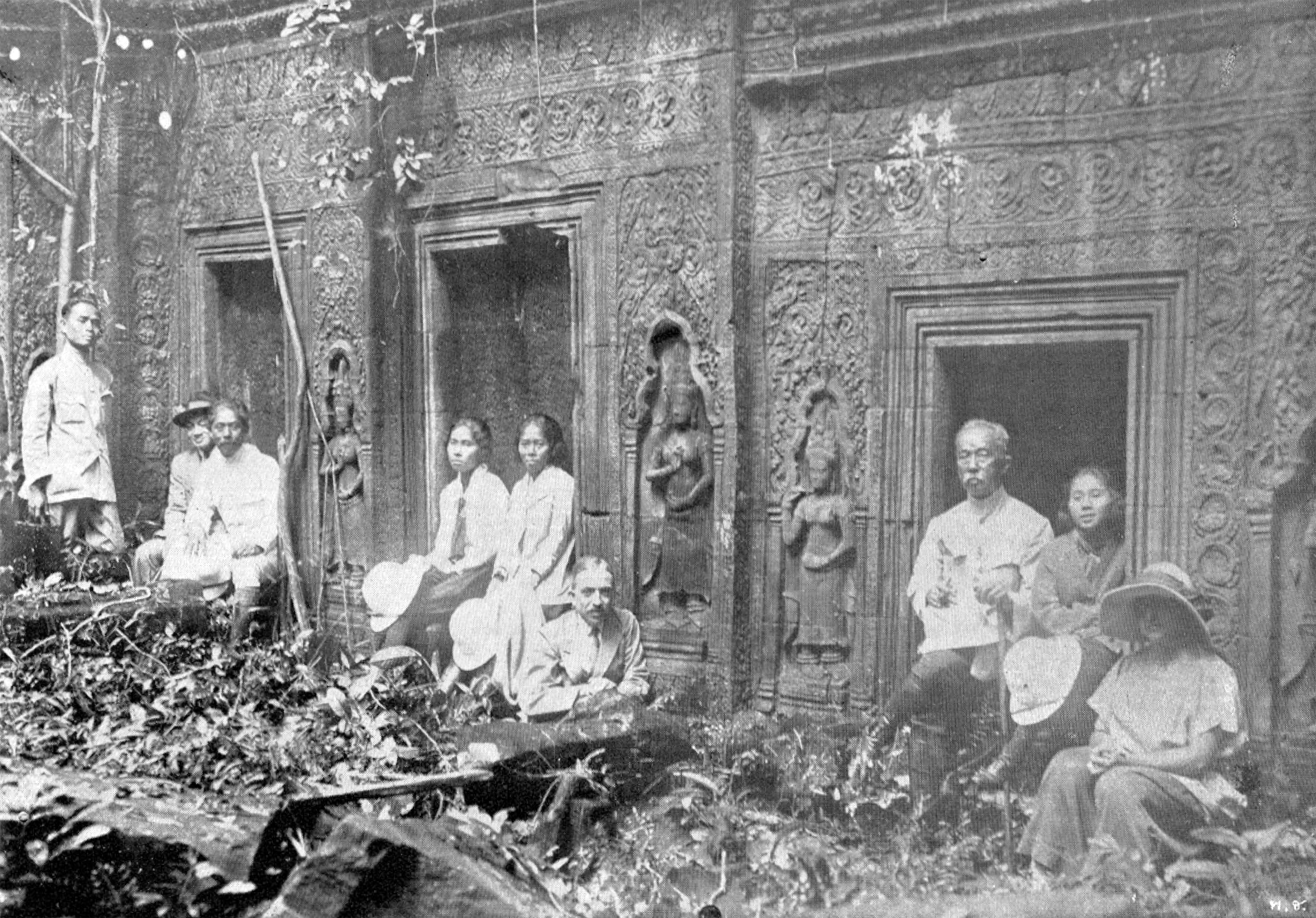
Cœdès (Mitte, kniend) mit Prinz Damrong Rajanubhab (im rechten Fenster) und dessen Reisegesellschaft am Tempel Ta Prohm in Angkor (1924)

Nach dem Militärdienst machte er diese Leidenschaft zum Hauptberuf, erwarb 1911 mit einer Arbeit über die Basreliefs von Angkor ein Diplom der EPHE und wurde noch im selben Jahr an die angesehenen École française d’Extrême-Orient (EFEO) in Hanoi berufen, wo er im Januar 1912 eintraf. Zwei Monate später brach er nach Kambodscha auf um zum ersten Mal Angkor zu besuchen. Er lernte die kambodschanische Aristokratin Neang Yap kennen, die er noch im selben Jahr heiratete und mit der er drei Söhne und fünf Töchter bekam. Ende 1914 reiste Cœdès nach Siam, um Inschriften in Bangkok, Lop Buri und Sawankhalok zu studieren. In Siam lernte er Prinz Damrong Rajanubhab kennen, den „Vater“ der thailändischen Geschichtsschreibung und Archäologie.
Nachdem der bisherige Leiter der siamesischen Vajirañāna-Nationalbibliothek Oskar Frankfurter aufgrund der Kriegserklärung Siams an Deutschland 1917 ausgewiesen worden war, übernahm George Cœdès dessen Posten auf Bitten des Prinzen Damrong zu Neujahr 1918 und übersiedelte mit seiner Familie nach Bangkok. Ihm unterstand auch der 1924 unter König Vajiravudh (Rama VI.) eingerichtete archäologische Dienst Siams, der mit der Erhaltung der antiken Monumente des Landes betraut wurde. Von 1925 bis 1930 war Cœdès Vorsitzender der Siam Society, einer Gelehrtengesellschaft zur Pflege des historischen, kulturellen und Naturerbes Thailands, sowie von 1927 bis 1929 Generalsekretär der von König Prajadhipok (Rama VII.) gegründeten Königlichen Gesellschaft der Wissenschaften (Ratchabandittayasapha).
1929 kehrte er an die École française d’Extrême-Orient zurück, um dort als Direktor zu arbeiten. Als korrespondierendes Mitglied wurde er 1934 in die Académie des inscriptions et belles-lettres aufgenommen. Nach dem Zweiten Weltkrieg kam Hanoi durch die Augustrevolution unter Kontrolle der von China unterstützten Việt Minh. Als 1946 der Indochinakrieg ausbrach, ging Cœdès mit seiner Familie zurück nach Paris. Er wurde 1947 als Direktor der EFEO abgelöst und zu ihrem Ehrendirektor ernannt. Cœdès übernahm Lehraufträge an der École nationale des langues orientales vivantes (Langues d’O; 1947–1960), der École nationale de la France d’Outre-Mer (1947–51) und der Sorbonne (1950–51). Daneben war er von 1947 bis zu seinem Tode Kurator am Musée d’Ennery in Paris. Die Königlich Niederländische Akademie der Wissenschaften nahm ihn 1950 als auswärtiges Mitglied auf. 1952 wurde er korrespondierendes Mitglied der British Academy. 1958 wurde er zum Mitglied (membre libre) der Académie des Inscriptions et Belles-Lettres gewählt.
George Cœdès starb am 2. Oktober 1969 in Paris.

## Werk
Cœdès vertrat in seinen Büchern und Abhandlungen die Ansicht, dass sich die südostasiatischen Kulturen weitgehend unter dem Einfluss der indischen entwickelt haben. Er prägte den Begriff der „indisierten Staaten“ (États hindouisés), die im ersten und beginnenden zweiten Jahrtausend n. Chr. in Südostasien bestanden. Ihm kommt auch das Verdienst zu, das frühere Königreich Srivijaya (7. bis 13. Jahrhundert) wiederentdeckt zu haben, dessen Zentrum er um die heutige Stadt Palembang auf der indonesischen Insel Sumatra vermutete und das sich über die Malaiische Halbinsel und Java erstreckte.

## Veröffentlichungen
- Histoire ancienne des États hindouisés d’Extrême-Orient. 1944. Englische Übersetzung der französischen Ausgabe von 1964: The Indianized States of Southeast Asia. ANU Press, Canberra 1968
- Les États hindouisés d’Indochine et d’Indonésie. Paris 1948 (Histoire du monde 8,2)
- The Making of Southeast Asia. 1966.